# Valentin Weigel
Valentin Weigel (Hayn, 7 agosto 1533 – Zschopau, 10 giugno 1588) è stato un teologo, filosofo e scrittore tedesco, pensatore mistico e precursore della teosofia tedesca.

## Biografia
Nasce da genitori cattolici ad Hayn, presso Dresda, nella Sassonia e studia a Meissen (Meißen), Lipsia e Wittenberg. Diventa pastore nel 1567 a Zschopau, nei pressi di Chemnitz. Muore in questo paese nel quale redige, presumibilmente, le sue opere.
Per timore della Chiesa, mantiene segreti i suoi lavori, confidandosi solo con alcuni amici fidati. In questo modo può continuare a sviluppare le sue idee senza essere perseguitato, come accadde invece a  Jakob Böhme. I suoi lavori sono conservati in circa 6000 pagine stampate o manoscritte. 
È solo grazie agli scritti, che furono ritrovati dopo la sua morte e che furono pubblicati nel secolo successivo, che si sono conosciute le interessanti concezioni che egli aveva sviluppato riguardo alla natura dell'essere umano. Nel seguito, Johann Arndt, Gottfried Arnold e Leibniz hanno contribuito a diffondere le idee di Weigel. Il suo misticismo è contrassegnato dall'insegnamento del mistico alsaziano Johannes Tauler e dalle dottrine di Theophrastus Bombastus von Hohenheim meglio conosciuto come Paracelso, ma egli ha come precursori Sebastian Franck e Caspar Schwenckfeldt.

## Pensiero
Come i suoi due precursori, Franck e Schwenckfeldt, egli pone l'accento sull'approfondimento della vita interiore. Per essi, come per lui, non è il Gesù di cui parlano i Vangeli che conta, ma il Cristo che può nascere nel profondo dell'animo umano, che può liberarlo dalla sua natura inferiore e mostrargli il cammino verso l'ideale atteso.
Weigel sente il bisogno di collocarsi con esattezza rispetto alle dottrine religiose. Ciò lo porta ad analizzare i fondamenti di tutte le conoscenze, giungendo alla convinzione che tutto ciò che le cose esteriori ci possono insegnare non può che emanare dalla nostra interiorità. Se l'uomo vuole conoscere il mondo sensibile, non può rimanere passivo e lasciarlo semplicemente agire su di esso. Egli dovrà invece essere attivo e trovare in se stesso la conoscenza. La rappresentazione della cosa osservata non svela la conoscenza che nello spirito. 
La conoscenza non può venire direttamente dal mondo sensibile, essa deve essere contemporaneamente conoscenza spirituale. Non può venire dall'esterno, essa non può nascere che dall'animo. Non è dunque una questione di rivelazione venuta dall'esterno, ma di un evento interiore. Per prendere conoscenza del mondo esteriore, l'uomo deve essere attivo e andare alla ricerca degli oggetti che vuole conoscere. Per la conoscenza superiore, invece, deve rimanere passivo perché è in se stesso che dimora la rappresentazione dell'oggetto della conoscenza. Egli deve cogliere in se stesso la sua essenza. È per questa ragione che la conoscenza dello spirito gli appare come il risultato di un'illuminazione venuta dall'alto. 
Il Verbo divino, il Cristo, risiede nell'uomo e dunque non c'è alcun bisogno di cercare Dio nella natura come fa Paracelso. Il visibile nasce dallo spirito invisibile, ed è quest'ultimo che spiega l'attività della Natura. Sono gli angeli che generano il visibile, essendo generati loro stessi dalla luce divina. Per dare nascita al mondo visibile, gli angeli utilizzano i quattro elementi, delle forze invisibili che danno l'origine a tutta la materia. 
Naturalmente si tratta solo di una coincidenza, tuttavia se si considera che gli "angeli" rappresentino il principio dinamico insito nella natura e implicito nelle cosiddette "leggi di natura", l'ultima frase si mostra profetica nella lettura. "Per dare nascita al mondo visibile, le leggi di natura utilizzano i quattro elementi-forza (invisibili) che danno origine a tutta la materia", e le forze sono oggi realmente concepite come particelle (elementi) e sono quattro. Naturalmente nel contesto si tratta degli elementi classici (aria, acqua, fuoco, terra), tuttavia quello che fa pensare è l'idea di invisibilità, che allude a qualche cosa di soggiacente, forze invisibili appunto, che appare come un superamento concettuale rispetto alla teoria classica dei quattro elementi materiali.